# Västra Stenby församling
Västra Stenby församling var en församling i Linköpings stift inom Svenska kyrkan i Motala kommun. Församlingen uppgick 2006  i Aska församling.
Församlingskyrka var Västra Stenby kyrka.

## Administrativ historik
Församlingen har medeltida ursprung under namnet Kälvestens församling. 1813 införlivades Stens församling och namnet ändrades till Västra Stenby församling. 
Församlingen utgjorde åtminstone tidigt ett eget pastorat, därefter var den annexförsamling i pastoratet Sten och Kälvesten. Efter sammanslagningen utgjorde församlingen till 1 maj 1922 ett eget pastorat för att från den tidpunkten till 1962 vara annexförsamling i pastoratet Vinnerstad och Västra Stenby. Från 1962 till 2006 var den annexförsamling i pastoratet Varv och Styra, Fivelstad, Hagebyhöga, Orlunda och Västra Stenby. Församlingen uppgick 2006  i Aska församling.
Församlingskod var 058324.

## Kyrkoherdar
Lista över kyrkoherdar i församlingen. Prästbostaden låg i Sten. Tjänsten vakanssattes 1 maj 1914.
| Ämbetstid | Namn                         | Levnadstid | Övrigt                                      |
| --------- | ---------------------------- | ---------- | ------------------------------------------- |
| 1418      | Birgerus Nicolai             |            | Curatus.                                    |
| 1813-1818 | Nils Ekengren                | 1737-1818  |                                             |
| 1819-1828 | Reinhold Gustaf Grevillius   | 1751-1828  |                                             |
| 1829-1851 | Axel Johan Strenow           | 1776-1851  |                                             |
| 1852-1857 | Germund Carl Axel Söderbergh | 1805-1857  |                                             |
| 1858-1869 | Fredrik Lorentz Hultner      | 1798-1869  | Prost.                                      |
| 1870-1874 | Johan Julius Löwendal        | 1811-1874  |                                             |
| 1875-1892 | Per Ulrik Broqvist           | 1814-1892  |                                             |
| 1893      | Carl Reinhold Sundell        |            | Senare kyrkoherde i Östra Eneby församling. |
| 1910-1914 | Kristofer Jakob Sahlin       | 1863-      | Senare kyrkoherde i Fornåsa församling.     |

### Komministrar
Lista över komministrar i församlingen. Tjänsten drogs in 1 maj 1872 på grund av en kunglig resolution 23 januari 1849.
| Ämbetstid | Namn                    | Levnadstid | Övrigt                                          |
| --------- | ----------------------- | ---------- | ----------------------------------------------- |
| 1600-1605 | Jonas Joannis Wargskinn |            |                                                 |
| 1643-1648 | Sveno Magni Metzenius   | 1616-1665  | Senare kyrkoherde i Lillkyrka församling.       |
| 1658–1664 | Jonas Lundius           | 1620–1678  | Senare kyrkoherde i Östra Tollstads församling. |
| 1666-1712 | Magnus Mothelius        | 1632-1712  |                                                 |
| 1714-1732 | Nils Saxonius           | 1683-1745  | Senare kyrkoherde i Björkebergs församling.     |
| 1732-1777 | Carl Wichman            | 1697-1781  |                                                 |
| 1778-1798 | Anders Wichman          | 1738-1803  | Senare kyrkoherde i Örberga församling.         |
| 1798-1808 | Magnus Wizelius         | 1762-1808  |                                                 |
| 1809-1814 | Carl Gustaf Falk        | 1775-1814  |                                                 |
| 1815      | Eric Adam Bergenhagen   |            | Senare komminister i Mörlunda församling.       |
| 1817–1823 | Magnus Båmi             | 1780–1843  | Senare kyrkoherde i Västra Hargs församling.    |
| 1824-1869 | Anders Fredrik Arvidson | 1780-1869  |                                                 |

## Organister och klockare
| Ämbetstid | Namn                              | Levnadstid | Övrigt                |
| --------- | --------------------------------- | ---------- | --------------------- |
| –1739     | Eric Jönsson                      | 1701–1739  | Klockare              |
| 1740–1744 | Elof Johansson Noraéus (Norelius) | 1717–1800  | Organist och klockare |
| 1744–1752 | Carl Sunderberg                   | –1787      | Organist och klockare |
| 1753–1785 | Magnus Aspling                    | 1715–1794  | Organist och klockare |
| 1785      | Anders Lagberg                    |            | Organist och klockare |
| 1790–1830 | Samuel Flodman                    | 1766–1830  | Organist och klockare |
| 1830–1895 | Nils Pettersson                   | 1805–1895  | Organist och klockare |
| 1895–1912 | Anders Peter Tornell              | 1840–1912  | Organist och klockare |
| 1912–1939 | David Karlsson                    | 1877–1946  | Organist och klockare |
| 1939–1947 | Valter Stenmar                    | 1904–1947  | Organist och klockare |
| 1948–1967 | Ivar Fransson                     | 1902–1984  | Organist och klockare |